# Alma-Merghen Planitia
Alma-Merghen Planitia is een laagvlakte op de planeet Venus. Alma-Merghen Planitia werd in 1997 genoemd naar Alma Merghen, een Mongools/Tibetaans/Boerjatische heldin uit het episch verhaal "Gheser" .
De laagvlakte heeft een diameter van 1500 kilometer en bevindt zich in de quadrangles Fredegonde (V-57), Henie (V-58) en Hurston (V-62).